# Pieni-Aarikka
Pieni-Aarikka är en ö i Finland. Den ligger i sjön Onkivesi och i kommunen Kuopio i den ekonomiska regionen  Kuopio ekonomiska region  och landskapet Norra Savolax, i den centrala delen av landet, 400 km norr om huvudstaden Helsingfors. Öns area är 0,6 hektar och dess största längd är 120 meter i sydöst-nordvästlig riktning.  Pieni-Aarikka ligger i sjön Onkivesi.